# Melfi
Melfi (lukansko Mèlfe) je mesto in občina v južnoitalijanski pokrajino Potenza v deželi Bazilikata, na pol poti med Neapljem in Barijem. Leta 2017 je imelomesto 17.768 prebivalcev.

## Zgodovina

### Zgodnja zgodovina in srednji vek
Melfi, naseljen z Dauni in Lukani, je bil pod Rimljani vključen 
v kolonijo Venusijo, ustanovljeno leta 291 pr. n. št. Po propadu Zahodnega rimskega cesarstva je v srednjem veku dobil pomen kot strateška točka na meji med ozemljema Bizantinskega cesarstva in Langobardov. 
Kot tak je večkrat zamenjal oblastnike, dokler ni bil dodeljen normanskemu voditelju Viljemu I. Hautevillu. Družina Hauteville je od tod začela svoje osvajanje južne Italije, kar je v začetku 12. stoletja privedlo do ustanovitve Kraljevine Sicilije.
Leta 1059 je Melfi postal glavno mesto Vojvodine Apulije. Istega leta in leta 1109 so v mestu potekali papeški sveti. Leta 1231 je cesar Friderik II. tukaj razglasil Melfinske konstitucije ali Constitutiones Augustales, s čimer je okrepil nadzor nad svojim vedno večjim ozemljem. Ustvaril je aparat plačanih uradnikov, ki so med drugim vsilili davčni sistem lokalnim fevdalnim vladarjem, ki so se sicer zgražali, a se niso mogli upreti.
Kasneje je mesto delilo usodo celotnega Neapeljskega kraljestva in padlo v dolgo obdobje propadanja. Pod anžujsko krono je Karel II. ukazal obnoviti in povečati grad, da je postal uradna rezidenca njegove žene Marije Ogrske.

### Kasnejša zgodovina
Med vojno med Francem I. Francoskim in Karlom V. Habsburškim za Neapeljsko kraljestvo je francoska vojska pod vodstvom Odeta de Foixa marca 1528 oblegala Melfi in pobila okoli 3.000 ljudi. Prizanesla ni niti ženskam in otrokom.
Ko je Karel V. premagal francoske okupatorje, je Andrea Doria za zasluge v vojni dobil naslov kneza Melfija. Njegova družina je posedovala mesto do konca fevdalnega sistema in ohranila zemljiške posesti do agrarne reforme sredi 20. stoletja.
V času Partenopejske (ali Neapeljske) republike, razglašene leta 1799, so Melfi nadzirali republikanci do prihoda sanfedistov 29. maja istega leta, ki jih je vodil kardinal Fabrizio Ruffo. Za razliko od drugih središč je Ruffo uspel preprečiti plenjenje Melfija. Veliko revolucionarjev je umrlo v zaporih, verjetno zaradi bolezni ali zlorab.
Po združitvi Italije je bil Melfi vpleten v krvavo državljansko vojno, označeno kot razbojništvo. 15. aprila 1861 ga je zasedla kmečka vojska Carmina Crocca, da bi obnovila burbonsko vlado Franca II. na območju Vulture.

### 20. in 21. stoletje
Med fašističnim režimom je bil Melfi dežela izgnanstva za antifašiste, kot so bili Manlio Rossi-Doria, Franco Venturi, Eugenio Colorni in njegova žena Ursula Hirschmann. Melfi je leta 1930 opustošil potres v Irpiniji, med drugo svetovno vojno pa so ga 26. septembra 1943 bombardirale zavezniške sile.
Melfi je večkrat kandidiral za glavno mesto avtonomne pokrajine. Prvi predlog sega v leto 1866, zadnjega pa sta leta 2006 izdelala senatorja Guido Viceconte in Vincenzo Taddei.
Mesto od konca 20. stoletja doživlja svojevrsten preporod. Nedavno je dobilo nov zagon, ko je italijanski proizvajalec avtomobilov FIAT tu zgradil tovarno.
Podjetje Stellantis tukaj od julija 2020 izdeluje svoje električno vozilo Jeep Compass.

## Glavne znamenitosti

### Grad
Grad so verjetno na novo zgradili Normani v 11. stoletju, ker v njem niso odkrili nobenih sledi starejših bizantinskih ali langobardskih zgradb. Prvotno je bil verjetno enostavna pravokotna zgradba s pravokotnima stolpoma, ki sta varovala glavni vhod. Ena od glavnih notranjih stavb je bila v 16.-18. stoletju preurejena v baronsko palačo. Pod Anžujci je grad dobil prizidek. Kralj Karel II. ga je preuredil v rezidenco svoje žene Marije Ogrske. Aragonski kralji so ga prepustili družini Caracciolo, ki je obnovila stran, obrnjeno proti mestu, in izkopala jarek. Kasneje je bil grad v posesti vplivne družine Doria.

### Stolnica
Stolnica (Duomo) je bila zgrajena v 11. stoletju na željo Roberta Guiscarda. Po potresih je bila, z izjemo normanskega zvonika, obnovljena v baročnem slogu. V cerkvi je mogočna freska Marija z otrokom in angeli iz 13. stoletja.

### Palazzo del Vescovado
Palazzo del Vescovado (šfofovska palača) je bila zgrajena v 11. stoletju in po potresih obnovljena v 18. stoletju v baročnem slogu. V njej so slike Nikolaja iz Torentina in Cristiana Danoneja.

### Normansko obzidje
Okoli mesta je normansko obzidje z več vrati. Najpomembnejša so vrata Venosina iz zgodnjega 13. stoletja z okroglima stolpoma ob vhodu.

### Muzej
Od leta 1976 je v gradu pomembnen Museo Nazionale Archeologico Melfese z najdbami iz okolice. Njpomembnejši je Rapollov sarkofag iz 2. stoletja n. št. 

### Skalna cerkev sv. Margarete
Cerkev je v celoti vklesana v vulkanski tuf. V njej so freske iz 13. stoletja, ki spadajo med najlepše in najbolje ohranjene jamske poslikave v južni Italiji. Pojav skalnih cerkva v južni Italiji sega v obdobje selitev menihov iz Anatolije in Balkana po ikonoklastičnih bojih v začetku 8. stoletja.

## Sklic
1. ↑  "Ecco come Fca incasserà soldi a fondo perduto da Invitalia di Arcuri". StartMag. Innovative Publishing srl. 28. julij 2020.